# Roy Evertsen
Roy Sigurd Evertsen, född 13 oktober 1926, död 20 juli 2020 i Landskrona distrikt, var en svensk målare och konstnär, verksam och bosatt i Landskrona.
Evertsen studerade konst för Helge Nielsen vid Essem-skolan 1951-1952 och vid den danska konstakademien i Köpenhamn 1952-1956. Han debuterade i en utställning på konstmuseet Vikingsberg i Helsingborg och var svensk kulturstipendiat 1952-1955. Hans ateljé blev utsatt för mordbrand och ett 40-tal av hans verk brann upp. Något senare blev 32 målningar, några av dem hade just varit utställda på Liljevalchs konsthall, utsatta för vandalism och sönderskurna vilket resulterade i att han inte kunde måla under sju års tid. Hans konst var först realistisk, men efter ett besök på Sicilien väcktes hans intresse för den nonfigurativa konsten.
Vid sidan av sitt eget skapande drev han en målarskola i Landskrona under många år och han blev i mitten på 1970-talet erbjuden en gästprofessur på Konstakademin i Köpenhamn.

## Utbildningar
- 1951 Essem, Malmö
- 1952 Danska konstakademien

## Stipendier
- 1952 Svenskdanska kulturfondens stipendium
- 1980 Landskrona kulturstipendium

## Utställningar

### Separat
- 1988 Galleri Trap, Köpenhamn
- 1988 Konstmuseum, Helsingborg
- 1989 Vikingsberg, Helsingborg
- 1994 Konsthallen Landskrona
- 2000 Konsthallen Landskrona, Samkonst

### Representerad
- 1957, 1964, 1978, 1997 Vikingsberg, Helsingborg, Vårsalong
- 1963, 1964, 1965 Liljevalchs, Stockholm, Vårsalong

### Övriga
- 1955 Rådhushallen, Århus Ung dansk konst
- 1955 Folketshus, Landskrona
- 1963 Galleri Gränden, Helsingborg
- 1963 Rådhushallen, Malmö Limhamns konstför
- 1964 Galleri S:Nikolaus Stockholm Stockholmssalongen
- 1964 Galleri Gröningen, Helsingborg Höstsalong
- 1966 Osby teaterförening 10 års jubileumsutställning
- 1966 De Frie, Köpenhamn Gästutställare
- 1973 Konsthallen Landskrona Landskronakonstnärer
- 1981 Konsthallen Landskrona Skånemålare
- 1983 Konsthallen Landskrona Lkr konstförening 50 år
- 1984 Galleri Nordvästen, Helsingborg Bildligt talat
- 1990 Konsthallen Landskrona Vårutställning
- 1992 Galleri Malien, Landskrona
- 1995 Hven Hven-konstnärer
- 1998 LM Ericsson Köpenhamn Konstföreningen Nauticon
- 2000 Galleri Kyrkbacken, Hven Minnen av öar
- 2006 Konsthallen Landskrona Retroperspektiv utställning
- 2008 Limhamn, Malmö Essem-konstnärer